# 成瀬功亮
成瀬 功亮（なるせ こうすけ、1992年8月19日 - ）は、北海道旭川市出身の元プロ野球選手（投手）。右投右打。プロでは育成選手であった。

## 経歴

### プロ入り前
小学3年の時、野球を始める。中学時代は、旭川北陵シニアに所属し三塁手兼投手としてプレー。
旭川実業高時代は、3年時の春にエースナンバーを背負ったが、その後故障もあり夏には同期の鈴木駿平にエースの座を譲り控え投手になった。北北海道予選では1試合の登板に留まったが、甲子園では初戦の佐賀学園高戦にリリーフで登板、キレの良い投球で3回と2/3を3奪三振1失点、最速145km/hを記録する快投を見せるもチームは敗退。その他の同期に玉井大翔がいる。

### プロ入り後
2010年10月28日、プロ野球ドラフト会議にて読売ジャイアンツから育成6位指名を受ける。
2013年は右肩関節唇のクリーニング手術を受け、二軍公式戦に一度も登板できなかった。2013年10月31日に育成選手の規約に基づき、10月31日自由契約公示されたが、11月12日育成選手として再契約したと発表された。
2014年12月24日に、2015年から背番号が「012」に変更されたことが発表された。2013年と2015年は怪我の影響で二軍公式戦に一度も登板できずにシーズンを終えており、他の年も二軍公式戦には2,3試合にしか登板できていない。
2016年は二軍公式戦に初めて2桁試合数となる11試合に登板し、10と1/3回を投げ防御率は0.00で2セーブをあげている。また、この年は右手指の血行障害の改善手術を受けている。
2017年は高校の同期の玉井大翔が日本ハムに入団したことが刺激となり前年よりも多く、二軍公式戦16試合に登板、17回を投げて防御率3.18の成績を残す。10月19日、11月25日から台湾で開催される2017アジアウインターベースボールリーグにおいて、NPBイースタン選抜に選出された。同大会では9試合に登板し12回を投げ、13奪三振、防御率は0.00と安定した成績を残し、チームの優勝に貢献した。また、大会出場前の10月31日に自由契約公示され、11月20日に再度育成選手契約を結んだことが発表されている。
2018年2月から宮崎県で行われる春季キャンプでは一軍メンバーに抜擢された。しかし、同月9日の紅白戦では1回を無失点に抑えたものの12日の紅白戦では1回で2失点を喫し、15日からの一軍メンバーによる沖縄・那覇キャンプには帯同されず二軍の宮崎キャンプに降格となった。そのまま支配下登録されず、10月2日に戦力外通告を受けた。2018年10月31日、自由契約公示。
2019年から球団が運営する「ジャイアンツアカデミー」でコーチを務める。

## 人物
2011年に育成選手として入団してから一度も支配下登録されたことがなく、2013年オフから育成選手の規約に基づき「一度自由契約されたのちに育成選手として再契約を結ぶ」という手続きを毎年踏んでいた。成瀬と同じく2010年の育成ドラフトで福岡ソフトバンクホークスに入団した伊藤大智郎が2017年シーズン限りで引退したため、2018年は育成選手契約単独最長の8年目となった。

## 詳細情報

### 年度別投手成績
- 一軍公式戦出場なし

### 背番号
- 020 （2011年 - 2014年）
- 012 （2015年 - 2018年）

### 登場曲
- 「DIAMOND」 EXILE （2015年）
- 「YEAH!! YEAH!! YEAH!!」 EXILE THE SECOND （2016年 - 2018年）

### 代表歴
- 2017アジアウインターベースボールリーグ：NPBイースタン選抜[6]